# 扎索斯纳农村居民点
扎索斯纳农村居民点（俄语：Засосенское сельское поселение）是俄罗斯联邦别尔哥罗德州赤卫军区所属的一个农村居民点。其下辖有4个居民点，行政中心为扎索斯纳。据2016年统计，该农村居民点的人口为4822人。